# Futbol'nyj Klub Anži 2014-2015
Questa voce raccoglie le informazioni riguardanti il Futbol'nyj Klub Anži nelle competizioni ufficiali della stagione 2014-2015.

## Stagione
Appena retrocesso in seconda serie, l'Anži riuscì immediatamente a ritrovare la massima serie, grazie al secondo posto finale in campionato alle spalle del Kryl'ja Sovetov Samara, altra formazione appena scesa di categoria.
In Coppa di Russia, dopo l'ampia vittoria esterna sul Černomorec Novorossijsk, fatale fu lo scontro casalingo con il più quotato Zenit San Pietroburgo, che vinse 2-1 a Machačkala, estromettendo i padroni di casa.

## Rosa
| N. |                         | Ruolo | Calciatore           |
| -- | ----------------------- | ----- | -------------------- |
| 1  | Russia (bandiera)       | P     | Aleksandr Krivoručko |
| 2  | Russia (bandiera)       | D     | Aleksej Aravin       |
| 3  | Russia (bandiera)       | D     | Ali Gadžibekov       |
| 4  | Russia (bandiera)       | D     | Dmítrij Ájdov        |
| 7  | Russia (bandiera)       | D     | Kamil' Agalarov      |
| 8  | Russia (bandiera)       | C     | Grigorij Čirkin      |
| 9  | Russia (bandiera)       | A     | Šamil' Asil'darov    |
| 13 | Russia (bandiera)       | D     | Rasim Tagirbekov     |
| 14 | Moldavia (bandiera)     | C     | Valeriu Ciupercă     |
| 15 | Russia (bandiera)       | D     | Georgij Zotov        |
| 17 | Afghanistan (bandiera)  | C     | Šarif Muchammad      |
| 18 | Russia (bandiera)       | C     | Roman Koncedalov     |
| 19 | Russia (bandiera)       | D     | Pёtr Ten             |
| 20 | Niger (bandiera)        | C     | Moutari Amadou       |
|    | Russia (bandiera)       | A     | Serder Serderov      |
|    | Kirghizistan (bandiera) | D     | Valerij Kičin        |

| N. |                           | Ruolo | Calciatore                     |
| -- | ------------------------- | ----- | ------------------------------ |
| 22 | Russia (bandiera)         | P     | Michail Keržakov               |
| 24 | Russia (bandiera)         | D     | Sergéj Nikolaevič Mirošničenko |
| 28 | Russia (bandiera)         | C     | Maksim Vladimirovič Andreev    |
| 30 | Russia (bandiera)         | D     | Kamil Gasanov                  |
| 33 | Russia (bandiera)         | C     | Anvar Gazimagomedov            |
| 42 | Brasile (bandiera)        | C     | Leonardo                       |
| 55 | Russia (bandiera)         | P     | Evgenij Pomazan                |
| 57 | Russia (bandiera)         | D     | Magomed Mitrišev               |
| 77 | Russia (bandiera)         | D     | Georgij Tigiev                 |
| 87 | Russia (bandiera)         | C     | Il'ja Maksimov                 |
| 94 | Costa d'Avorio (bandiera) | A     | Yannick Boli                   |
| 95 | Russia (bandiera)         | A     | Magomed Mitrišev               |
| 99 | Russia (bandiera)         | A     | Islamnur Abdulavov             |
|    | Ucraina (bandiera)        | C     | Oleksandr Alijev               |
|    | Brasile (bandiera)        | D     | Ewerton                        |

## Risultati

### Campionato
| Kaspijsk 6 luglio 2014 1ª giornata  | Anži      | 1 – 0 referto | Sachalin | Anži-Arena |
| \| \| \| \| \| - \| Marcatori \| \| |           |               |          |            |
|                                     |           |               |          |            |
| -                                   | Marcatori |               |          |            |

| Kaspijsk 12 luglio 2014 2ª giornata | Anži | 0 – 0 referto | Baltika | Anži-Arena |

| Nižnij Novgorod 19 luglio 2014 3ª giornata | Volga Nižnij Novgorod | 1 – 3 referto | Anži | Stadio Lokomotiv |

| Kaspijsk 27 luglio 2014 4ª giornata | Anži | 2 – 0 referto | Volgar' Astrachan' | Anži-Arena |

| Orenburg 3 agosto 2014 5ª giornata | Gazovik Orenburg | 1 – 0 referto | Anži | Stadio Gazovik |

| Kaspijsk 10 agosto 2014 6ª giornata | Anži | 5 – 1 referto | Dinamo San Pietroburgo | Anži-Arena |

| Krasnojarsk 17 agosto 2014 7ª giornata | Enisej | 1 – 0 referto | Anži |  |

| Kaspijsk 24 agosto 2014 8ª giornata | Anži | 2 – 1 referto | Kryl'ja Sovetov Samara | Anži-Arena |

| Vladivostok 15 ottobre 2014 9ª giornata | Luč-Ėnergija | 1 – 2 referto | Anži | Stadio Dinamo |

| Kaspijsk 13 settembre 2014 10ª giornata | Anži | 1 – 1 referto | SKA-Ėnergija | Anži-Arena |

| Dzeržinsk 20 settembre 2014 11ª giornata | Chimik Dzeržinsk | 0 – 0 referto | Anži | Stadion Chimik |

| Kaspijsk 29 settembre 2014 12ª giornata | Anži | 3 – 0 referto | Sokol Saratov | Anži-Arena |

| Tomsk 5 ottobre 2014 13ª giornata | Tom' Tomsk | 1 – 0 referto | Anži | Trud Stadium |

| Kaspijsk 11 ottobre 2014 14ª giornata | Anži | 1 – 0 referto | Tosno | Anži-Arena |

| Tjumen' 19 ottobre 2014 15ª giornata | Tjumen' | 0 – 1 referto | Anži | Stadio Geolog |

| Kaspijsk 25 ottobre 2014 16ª giornata | Anži | 1 – 3 referto | Sibir' | Anži-Arena |

| Jaroslavl' 2 novembre 2014 17ª giornata | Šinnik | 0 – 1 referto | Anži | Stadio Šinnik |

| Kaliningrad 8 novembre 2014 18ª giornata | Baltika | 2 – 3 referto | Anži | Stadio Baltika |

| Kaspijsk 14 novembre 2014 19ª giornata | Anži | 2 – 0 referto | Volga Nižnij Novgorod | Anži-Arena |

| Astrachan' 18 novembre 2014 20ª giornata | Volgar' Astrachan' | 0 – 3 referto | Anži | Stadio Centrale di Kazan' |

| Kaspijsk 22 novembre 2014 21ª giornata | Anži | 2 – 1 referto | Gazovik Orenburg | Anži-Arena |

| San Pietroburgo 14 marzo 2015 22ª giornata | Dinamo San Pietroburgo | 0 – 2 referto | Anži | SK Petrovskij (MSA) |

| Kaspijsk 18 marzo 2015 23ª giornata | Anži | 5 – 1 referto | Enisej | Anži-Arena |

| Samara 22 marzo 2015 24ª giornata | Kryl'ja Sovetov Samara | 1 – 0 referto | Anži | Stadio Metallurg (Samara) |

| Kaspijsk 29 marzo 2015 25ª giornata | Anži | 2 – 0 referto | Luč-Ėnergija | Anži-Arena |

| Krymsk 5 aprile 2015 26ª giornata | SKA-Ėnergija | 1 – 1 referto | Anži |  |

| Kaspijsk 12 aprile 2015 27ª giornata | Anži | 2 – 0 referto | Chimik Dzeržinsk | Anži-Arena |

| Saratov 19 aprile 2015 28ª giornata | Sokol Saratov | 2 – 0 referto | Anži | Stadio Lokomotiv |

| Kaspijsk 25 aprile 2015 29ª giornata | Anži | 6 – 0 referto | Tom' Tomsk | Anži-Arena |

| Tichvin 3 maggio 2015 30ª giornata | Tosno | 1 – 0 referto | Anži | Stadio Kirovec |

| Kaspijsk 10 maggio 2015 31ª giornata | Anži | 3 – 1 referto | Tjumen' | Anži-Arena |

| Novosibirsk 16 maggio 2015 32ª giornata | Sibir' | 0 – 2 referto | Anži | Spartak Stadium |

| Kaspijsk 24 maggio 2015 33ª giornata | Anži | 1 – 1 referto | Šinnik | Anži-Arena |

| Južno-Sachalinsk 30 maggio 2015 34ª giornata | Sachalin | 0 – 3 referto | Anži | Spartak Stadium |

### Coppa di Russia
| Novorossijsk 30 agosto 2014 Quarto turno | Černomorec Novorossijsk | 1 – 4 referto | Anži | Stadio Centrale di Kazan' |

| Kaspijsk 24 settembre 2014 Sedicesimi di finale | Anži | 1 – 2 referto | Zenit San Pietroburgo | Anži-Arena |